# Rude boy
Rude boy (rudie, rudi ali rudy) (angleško rudy, »neotesan fant«) predstavlja subkulturno skupnost, ki je bila predhodnica obritoglavcev (skinheadov). Izvirni rude boyji izhajajo iz Jamajke, kasneje pa so se s preseljevanjem razširili v Združeno kraljestvo.